# مسعود بن إبراهيم الغزنوي
مسعود بن إبراهيم هو جلال الدين مسعود بن المؤيد إبراهيم بن مسعود بن محمود بن سُبُكْتِكِيْن أحد ملوك غزنة في زمن الخليفة العباسي المقتدي بأمر الله
تولى الملك بعد وفاة أبيه سنة 481 هجرية. وهو الثاني عشر من ملوك الدولة الغزنوية. وملك غزنة وما معها بعد وفاة إبراهيم أبيه. وهو زوج ابنة السلطان ملكشاه السلجوقي.

## وفاته
استمر ملكه إلى سنة ثمان وخمسمائة فتوفي في شوال منها بغزنة.

## وصلات خارجية
- صفحة جلال الدين مسعود على موقع فهرس.نت
- الغزنويون/بنو سُبُكْتِكِيْن/آل سُبُكْتِكِيْن في غزنة
- صفحة غزنة على موقع فهرس.نت